# 子宮托
子宮托（英語：Pessary）是放置在阴道内提供结构支撑的装置 。最常用于治疗压力性尿失禁和盆腔器官脫垂。约 85% 的女性可以適合自己形状的装置。某些类型的裝置不會影響性交。此术语也可能是指阴道栓剂和隔膜 。
通常耐受性良好。副作用（特别是尺寸不合或没有定期保养）包括可能發生阴道分泌物增多、阴道出血或皮肤破损 。也可使用阴道雌激素来减少副作用。通常是由矽氧樹脂（矽膠）制成，有不同的形状和尺寸，由医疗人員安装。通常会尝试不同的裝置，直到找到適合自己的子宮托。建议至少每 6 个月取下并清理一次，可由患者本人或医疗人員进行 。
其使用至少可追溯到古埃及。 「子宫托」一词源于古希腊语「pessós」，原意为「游戏中使用的圆石」 。在某些国家，无需处方即可购买。在加拿大，售价约为 90 美元，使用寿命约有 5 年。